# Завада (Тарновський повіт)
Завада (пол. Zawada) — село в Польщі, у гміні Тарнів Тарновського повіту Малопольського воєводства.
Населення — 1078 осіб (2011).
У 1975-1998 роках село належало до Тарновського воєводства.

## Демографія
Демографічна структура станом на 31 березня 2011 року:
|          | Загалом | Допрацездатний вік | Працездатний вік | Постпрацездатний вік |
| -------- | ------- | ------------------ | ---------------- | -------------------- |
| Чоловіки | 543     | 132                | 363              | 48                   |
| Жінки    | 535     | 120                | 315              | 100                  |
| Разом    | 1078    | 252                | 678              | 148                  |